# Неражська сільська рада
Неражська сільська рада — колишня адміністративно-територіальна одиниця та орган місцевого самоврядування у Потіївському районі Малинської округи Української СРР з адміністративним центром у селі Нераж.

## Населені пункти
Сільській раді на час ліквідації були підпорядковані населені пункти:
- с. Аннопіль;
- с. Городище;
- с. Нераж;
- х. Волосач;
- х. Довжик;
- х. Дубровка;
- х. Запуст;
- х. Кургани;
- х. Луг;
- х. Недобір;
- х. Сухий Луг;
- х. Тележин.

## Населення
Кількість населення сільської ради, станом на 1924 рік, становила 1 637 осіб.

## Історія та адміністративний устрій
Створена 1923 року, в складі сіл Городище і Нераж та хутора Сухий Луг Облітківської волості Радмисльського повіту Київської губернії. 16 січня 1923 року до складу ради включено с. Аннопіль та хутори Волосач, Довжик, Дубровка, Запуст, Кургани, Луг, Недобір і Тележин ліквідованої Аннопільської сільської ради. 7 березня 1923 року включена до складу новоствореного Потіївського району Малинської округи.
10 вересня 1924 року адміністративний центр ради перенесено до с. Аннопіль з перейменуванням ради на Аннопільську.